# Сава Охридски
Сава Охридски (рођен око 810-840., a умро између 880-920) је словенски писац из 9. века и ученик Ћирила и Методија. Канонизован је као светац. Православна црква га такође освећује као једног од Светих Петочисленка.
Означен у биографији светог Климента Охридског као једног од "изабраних и светила" међу ученицима Ћирила и Методија, јер је његов култ посебно поштован у Бугарској и Византији.